# Öresundsbladet
Öresunds-Bladet, Nyhets- och Annons-Tidning utgiven i Helsingborg 23 november 1861 provnummer, och sedan  från 7 januari 1862 till 30 oktober 1863.
Tidningen trycktes hos F. A. Ewerlöf  i Helsingborg med  frakturstil och antikva. Tidningen fyra sidor i folio hade tre spalter på ett tabloidformat 37 x 22cm från den 2 juli 1862 4 spalter på 40 x 27,7 cm. Priset för prenumeration var 3 riksdaler 50 öre från januari- juni 1862 och 5 riksdaler riksmynt  juni-december 1862. Priset för 1863 blev 6 riksdaler 50 öre.
Utgivningsbevis för tidningen utfärdades för bokhandlaren Hjalmar A. Ewerlöf 25 oktober 1861. Utgivningsbeviset övertogs av bokhandlaren A. L. Munthe 14 januari 1862.Tidningen kom ut lördagar 23 november till 23 november 1861, sedan onsdagar till 2  juli 1862. Från den 9 juli 1862 var den tvådagarstidning måndag och fredag till slutet av året 1862 då den blev tredagarstidning till nedläggningen 30 oktober 1863 måndag, onsdag och fredag.